# Jacqueline Thévoz
Pour les articles homonymes, voir Thévoz.
Jacqueline Thévoz, née à Estavayer-le-Lac le 29 avril 1926, morte le 29 janvier 2021, est une femme de lettres, journaliste, professeur de danse et compositeur[réf. nécessaire] vaudoise.

## Biographie
Originaire de Missy, Jacqueline Thévoz fait des études au Conservatoire et à la Faculté des sciences sociales et politiques de l'Université de Lausanne. 
Elle commence ensuite une carrière de journaliste. Elle ne se cantonne pourtant pas à cette activité. Chorégraphe, organisatrice de spectacles, professeur de musique et de rythmique, compositeur[réf. nécessaire] et écrivain, Jacqueline Thévoz compte à son actif une vingtaine d'œuvres de tous genres. 
Elle écrit de la poésie Raison vagabonde (1959), Escales vers ma mort (1974), des romans Les termites (1982), Un matricide très pardonnable (1999), des nouvelles Mimile (1975), des essais, principalement sur la musique et la danse. En 1993, elle publie notamment Passage d'une comète, œuvre poétique en hommage au danseur Rudolf Noureiev. On lui doit également des écrits scientifiques, dont un traité sur la danse.
Membre de plusieurs associations, dont la Société suisse des écrivaines et écrivains, l'Association vaudoise des écrivains, la Société fribourgeoise des écrivains ainsi que la Société des gens de lettres de France, Jacqueline Thévoz reçoit dès 1949 de nombreux prix (parmi ceux-ci le Prix Follope de la Faculté des lettres de Lausanne). Elle est l'un des personnages portraiturés par Marie-Jeanne Urech dans Monotone, mon automne ? (2004).

## Publications[3]
- Initiation à la musique par le disque, aux Éditions Marguerat, 1956
- Simon d'Estavayer, aux Éditions du capricorne, 1956
- Raison vagabonde, aux Éditions Risold, 1959
- Mon grand voyage autour du monde, Éditions de la revue moderne, 1966
- Petit traité de danse classique, aux Éditions Maison rhodanienne, 1971
- Traité de rythmique, aux Éditions Maison Rhodanienne, 1971, Médaille d'or de l'Académie internationale de Lutèce
- Le cheval, Éditions Marguerat, 1972
- La danse, aux Éditions Marguerat, 1972
- Aloys Fornerod, aux Éditions Maison rhodanienne, 1973
- Le Roman d’un Fœtus, aux Éditions Maison rhodanienne, 1974
- Escales vers ma mort, aux Éditions Maison rhodanienne, 1974.
- Mimile, aux Éditions Maison rhodanienne, 1975
- Journal poétique d'une femme de trente ans, aux Éditions Maison rhodanienne, 1976, Médaille d'or de l'Académie internationale de Lutèce
- Jean Dawint, l'extraordinaire châtelain de Cernex, aux Éditions Maison rhodanienne, 1977
- Le château de Paradis, aux Éditions Maison rhodanienne, 1979, Médaille d'or de l'Académie internationale de Lutèce et médaille de bronze des Arts-Sciences-Lettres de la ville de Bordeaux
- Le prince au palais dormant, aux Éditions Maison rhodanienne, 1980, Prix Louis Allègre
- Maman soleil, aux Éditions Maison rhodanienne, 1980 Médaille d'argent de l'Académie internationale de Lutèce
- Les termites, aux Éditions le Front littéraire, Prix de l'Académie des Treize, Médaille d'or de l'Académie internationale de Lutèce
- Traité de la sexualité féminine, aux Éditions nant d'enfer, Prix Idées pour tous
- Passage d'une comète, en hommage à Rudolf Noureyev, Éditions du madrier, 1995
- Un matricide très pardonnable, aux Éditions ver luisant, 1999
- Vieillesse en petits morceaux, aux Éditions à la Carte, 2001
- Simon l’Infidèle, aux Éditions à la Carte, 2002
- Rhapsodie autobiographique, aux Éditions à la Carte, 2005
- Vacances en Purgatoire, aux Éditions à la Carte, 2006
- La fin du monde comme si vous y étiez, aux Éditions à la Carte, 2007
- 44 leçons de foi, aux Éditions à la Carte, 2008
- Contes et légendes de l’Au-Delà, aux Éditions à la Carte, 2009

## Sources
- « Jacqueline Thévoz », sur la base de données des personnalités vaudoises sur la plateforme « Patrinum » de la Bibliothèque cantonale et universitaire de Lausanne.
- Christiane P. Makward, Madeleine Cottenet-Hage, Dictionnaire littéraire des femmes de langue française, p. 585
- Anne-Lise Delacrétaz, Daniel Maggetti, Écrivaines et écrivains d'aujourd'hui, p. 396-397